# To kvinder på en flod
|  | Denne artikel er oprettet af botten PalnaBot ud fra en ekstern database. Den kan derfor have sproglige fejl eller mangler. Denne skabelon kan fjernes efter kontrol af indholdet. |

To kvinder på en flod er en film instrueret af Katia Forbert Petersen, Iben Haahr Andersen.

## Handling
Historien handler om to ældre kvinder, der bor på en flod på hver sin flodpram. Byen er Paris, floden er Seinen. Kirsten er dansk og tidligere ambassadørfrue. Efter skilsmissen køber hun en flodpram i Paris og møder den 75-årige flodpramskaptajn, Fernande. Et tæt venskab opstår mellem ladyen og arbejderklassekvinden.